# Spira Mirabilis
Spira Mirabilis ist ein Dokumentarfilm der preisgekrönten Dokumentarfilmemacher Massimo D’Anolfi und Martina Parenti, produziert im Jahr 2016 in der Schweiz und Italien. Der Film entstand in Koproduktion zwischen Montmorency Film (I), Lomotion (CH), RAI Cinema und dem Schweizer Fernsehen. Er feierte seine Premiere im internationalen Wettbewerb der Internationalen Filmfestspiele von Venedig.

## Handlung
Die Dokumentarfilmemacher Massimo D’Anolfi und Martina Parenti präsentieren eine Hommage an das menschliche Streben nach Unsterblichkeit und unser Bemühen, die eigenen Grenzen zu überwinden oder zu akzeptieren.
Die Reise der Filmemachenden führt von Mailand in die USA und von Bern nach Japan. In einem verlassen Kinosaal rezitiert die französische Schauspielerin Marina Vlady aus Borges’ klassischer Kurzgeschichte „Der Unsterbliche“. In Japan wird der Forscher Shin Kubota porträtiert, der die unsterbliche Qualle «Turritopsis dorhnii» züchtet. Die Statuen des Mailänder Doms werden von den Arbeitern der 600 Jahre alten Vereinigung zur Erhaltung des Mailänder Doms einer stetigen Erneuerung unterzogen. Die indigenen Gemeindevorsteher Leola One Feather und Moses Brings Plenty erhalten den jahrhundertealten spirituellen Widerstand der Oglala-Sioux am Leben. Auch die Schweizer Musiker Felix Rohner und Sabina Schärer arbeiten stetig an der Weiterentwicklung ihrer Musikinstrumente.

## Produktion
Massimo D’Anolfi und Martina Parenti übernahmen bei ihrem Film neben Regie, Drehbuch und Produktion auch die meisten künstlerischen Positionen: Auf den Dreharbeiten war Massimo D’Anolfi war für die Bildgestaltung verantwortlich und Martina Parenti verantwortete die Tonaufnahmen. Sie haben weiter den Film gemeinsam geschnitten. Die Produktion entstand in Koproduktion zwischen Montmorency Film (I), Lomotion (CH), RAI Cinema und dem Schweizer Fernsehen.

## Rezeption

### Kritiken
Der nicht-narrative Film bilde für viele Kinobesucher ein schwer fassbares Medium. Die Regisseure geben nur wenige Hinweise auf die Absicht ihres undurchsichtigen Films, was dazu führe, dass die Zuschauenden häufig damit beschäftigt seien, die Bedeutung des Films zu verstehen. Die Bilder von D’Anolfi wirken oft sehr schön und ästhetisch. Begleitet werden die Bilder von einem präzisen Sounddesign und einer weichen Filmmusik. Die stärker überzeugenden Szenen des Films, werden mehrheitlich am Schluss gezeigt. Vielleicht wollten die Regisseure mit diesem Film zeigen, dass Unsterblichkeit gerade wegen ihrer Unantastbarkeit ein schönes Konzept darstellt.
Die Neue Zürcher Zeitung ist der Meinung, dass der Film eine Herausforderung sei. Der Essayfilm sei schwierig, doch er bilde «die schönste Form für eine zutiefst menschliche Weltergründung».

### Auszeichnungen
Berner Filmpreis Festival 2017
- Berner Filmpreis[4]

Green Drop Award Venice Filmfestival 2016
- Sfera 1932 Award[5]